# Josep Antoni Acebillo i Marín
Pour les articles homonymes, voir Marín.
Josep Antoni Acebillo i Marín, né à Huesca (Aragon) le 16 avril 1946, est un architecte espagnol.
Il est connu pour avoir relancé l'architecture et l'urbanisme de la ville de Barcelone sous la transition démocratique, après la mort du dictateur Franco.

## Biographie
Architecte et historien de l'art, il poursuit ses études à l'École technique supérieure d'architecture de Barcelone (ETSAB).
En 1976, il est diplômé en histoire de l'art. 
Entre 1981 et 1987, il occupe le poste de directeur des services des projets urbains à la Mairie de Barcelone. De 1988 à 1994, il est directeur de l'Institut Municipal de Promoció Urbanística (IMPU), organisme chargé de planifier les chantiers et les travaux des Jeux olympiques d'été de 1992.
Dans les années 2000, il participe à l'organisation d'un autre grand chantier, le Parc del Fòrum, à l'occasion du Forum universel des cultures, organisé en 2004 à Barcelone.